# Utrechtse sociale geografie
Utrechtse sociale geografie is de benaming voor de specifieke visie op de sociale geografie, die aan de Universiteit Utrecht is ontwikkeld sinds het begin van de twintigste eeuw.

## Niermeyer
De basis voor de Utrechtse sociale geografie werd gelegd door J.F. Niermeyer (1866-1923) die in 1908 een leeropdracht aanvaardde in de ‘statistisch-politische, de economische en de algemene aardrijkskunde’. Hoewel niet gepromoveerd, kon hij putten uit een grote belezenheid en veel ervaring met onderzoek op Java. Hij werd geroemd om zijn pedagogisch-didactische kwaliteiten.
Niermeyer was sterk georiënteerd op de Franse géographie humaine en zijn belangstelling ging uit naar de relatie menselijke groep-natuurlijke omgeving. Bestaanswijze en welvaartsstreven van de sociale groep hadden voor hem prioriteit. Onderwijs in de koloniale geografie maakte een belangrijk deel uit van het lesprogramma. Zijn inaugurele rede in 1908 was geheel gewijd aan de regionale geografie van Nederlands Oost-Indië. Een tweede onderwerp waar hij zich mee bezighield was de economische geografie. Tussen 1913 en 1922 was hij ook buitengewoon hoogleraar aan de Rotterdamse Economische Hogeschool.
Na het overlijden van Niermeyer in 1923 was het enige tijd onduidelijk of de sociale geografie op leerstoelniveau in Utrecht vertegenwoordigd zou blijven. Mede door druk van studenten werd de leerstoel uiteindelijk gehandhaafd. Eerst werd de economisch geograaf Willem Boerman (1888-1965) benoemd, maar dat werd geen succes. Na anderhalf jaar kwam Louis van Vuuren (1873-1951) voor hem in de plaats.

## Louis van Vuuren
Van Vuuren had carrière gemaakt in Nederlands Oost-Indië, eerst als militair en daarna als bestuursambtenaar. Van 1910-1922 was hij directeur van het Encyclopedisch Bureau in Oost-Indië, waar gegevens over het gebied werden verzameld en bewerkt. In 1922 werd hij benoemd tot lector koloniale landbeschrijving in Amsterdam.
Van Vuuren omschrijft de sociale geografie als de ‘concrete wetenschap, die de verschijnselen wil kennen, welke voortvloeien uit de relaties, welke er bestaan tussen de menselijke groep en het woongebied, waarin die groep zich georganiseerd heeft’. De relatie mens-natuur werd gerealiseerd in het productieproces en het startpunt voor de beschrijving van het menselijk welvaartsstreven was het cultuurlandschap.
Van Vuuren heeft de Utrechtse sociale geografie een duidelijk toegepast karakter gegeven. Onder zijn leiding verschenen tal van structuurrapporten over de sociaal-economische situatie van gemeenten en gebieden in Nederland. Ze verschenen in een periode waarin de Nederlandse economie (en daar niet alleen) in een ernstige economische crisis verkeerde. Deze studies werden gekenmerkt door een combinatie van veldwerkgegevens, statistische data en gegevens verzameld door enquêtes. Zijn leerlingen produceerden degelijke regionale monografieën. Genoemd kunnen worden Ameland door Brouwer (1936), De Graafschap door Heeringa (1934) en De Veenkoloniën door Keuning (1933). Deze en andere monografieën illustreren de invloed van de Franse geografie.
Na de Tweede Wereldoorlog trok Van Vuuren zich terug. Als rector magnificus was hij door zijn houding tegenover de Duitse bezetter in opspraak geraakt. Hij werd in 1946 opgevolgd door Jan O.M. Broek, een leerling van Carl Ortwin Sauer. In 1948 vertrok Broek naar de Verenigde Staten.
Het gezicht van de Nederlandse sociale geografie in de periode 1946-1960 werd bepaald door Adriaan de Vooys, die Broek opvolgde in Utrecht en H.J. Keuning die vanaf 1949 de leerstoel sociale aardrijkskunde in Groningen bezette. Beide waren sterk georiënteerd op de Franse geografie, maar verschilden tot dusdanig van elkaar dat een afzonderlijke behandeling noodzakelijk is. Aan het einde van de zojuist genoemde periode startte ook aan de Katholieke Universiteit van Nijmegen een universitaire opleiding sociale geografie (1958) met Ruud Cools als eerste hoogleraar. In 1961 kwamen de eerste studenten aan bij de Vrije Universiteit van Amsterdam, waar Marcus Willem Heslinga hoogleraar werd.

## V.U.G.S.
De Vereniging van Utrechtse Geografie Studenten (afgekort: V.U.G.S.) is de studievereniging van de opleiding sociale geografie en planologie van de Universiteit Utrecht. Het is een van de oudere Utrechtse studieverenigingen, opgericht op 13 oktober 1922.